# Jeane Kirkpatrick
Jeane Duane Kirkpatrick (născută Jordan; n. 19 noiembrie 1926, Duncan⁠(d), Oklahoma, SUA – d. 7 decembrie 2006, Bethesda⁠(d), comitatul Montgomery, Maryland, SUA) a fost un diplomat și politolog american care a contribuit semnificativ la formularea politicii externe a administrației Reagan⁠(d). Cunoscută pentru poziția sa anticomunistă, aceasta a adoptat valorile neoconservatorismului după o perioadă lungă în politica democrată și a devenit membră a Partidului Republican în 1985. A fost consilier în politică externă pentru Ronald Reagan în campania sa electorală din 1980⁠(d) și prima femeie care a ocupat funcția de ambasador al Statelor Unite la Națiunile Unite⁠(d).
Aceasta a devenit cunoscută pentru formularea „Doctrinei Kirkpatrick” conform căreia sprijinirea regimurilor autoritare la nivel global nu reprezintă o problemă dacă obiectivele Washingtonului o cer. Kirkpatrick susținea că „guvernele autoritare tradiționale sunt mai puțin represive decât autocrațiile revoluționare”. A simpatizat cu guvernul argentinian⁠(d) în timpul războiului din Falkland când președintele Reagan a sprijinit-o pe Margaret Thatcher.
Ca membru al cabinetului lui Reagan, aceasta a activat în Consiliul de Siguranță Națională⁠(d), Consiliul consultativ al președintelui⁠(d), Comitetul consultativ al Comisiei pentru politici de apărare⁠(d) și a fost președintă a Comisiei pentru Fail Safe and Risk reduction of the Nuclear Command and Control System. A început să publice o rubrică în care analiza activitățile Națiunilor Unite după părăsirea guvernului în 1985.

## Biografie
Kirkpatrick s-a născut în Duncan, Oklahoma⁠(d), fiica lui Welcher F. Jordan și a  Leonei (născută Kile). Aceasta a urmat școala primară Emerson și era cunoscută de colegii ei drept „Duane Jordan”. Avea un frate mai mic pe nume Jerry. La 12 ani, aceștia s-au mutat în Mt. Vernon, Illinois⁠(d) unde a absolvit liceul Mt. Vernon Township. În 1948, a absolvit Colegiul Barnard⁠(d) din cadrul Universității Columbia după primirea diplomei⁠(d) de la Colegiul Stephens⁠(d) (o instituție cu programe de doi ani la momentul respectiv) din Columbia, Missouri. În 1968, Kirkpatrick a obținut un doctorat în științe politice la Columbia.
Kirkpatrick a studiat un an la Sciences Po în cadrul Universității din Paris unde a reușit să învețe limba franceză. Aceasta vorbea fluent și spaniola.
Deși adeptă a valorilor conservatoare, la începutul facultății în 1945 a fost membră a Ligii Tineretului Socialist⁠(d), aripa de tineret a Partidul Socialist al Americii⁠(d), fiind influențată de bunicul său care a fondat partidele populiste⁠(d) și socialiste din Oklahoma.
La Universitatea Columbia, consilierul ei principal a fost Franz Leopold Neumann⁠(d), un adept al revizionismului. În 1967, s-a alăturat corpului profesoral al Universității Georgetown și a devenit profesoară în 1973. A devenit activă în politica Partidului Democrat în anii 1970 și a participat la campaniile electorale ale fostului vicepreședinte și candidat la alegerile prezidențiale⁠(d) Hubert Humphrey. Prietenă a democratului Henry M. Jackson⁠(d), a devenit - asemenea multor susținători din cercul său - adeptă a neoconservatorismului. Kirkpatrick s-a opus candidaturii lui George McGovern la alegerile prezidențiale din 1972 și în același an a înființat împreună cu Richard V. Allen⁠(d) o organizație de lobby⁠(d) cu scopul de a avertiza americanii cu privire la creșterea puterii militare a Uniunii Sovietice și pericolele tratatului SALT II.
Kirkpatrick a publicat o serie de articole în jurnale de politologie care expun dezamăgirea față de politicile Partidul Democrat, criticând cu precădere politica externă a președintelui democrat Jimmy Carter. Cel mai cunoscut articol redactat de aceasta a fost „Dictaturi și dublu standard⁠(d)” publicat în Commentary în noiembrie 1979.
În această publicație, Kirkpatrick descrie o diferență între regimurile autoritare și regimurile totalitare precum Uniunea Sovietică; uneori este necesar să colaborezi cu regimurile autoritare dacă obiectivele americane o cer: „Nu există idee mai influentă în mintea americanilor educați decât convingerea că este posibilă democratizarea guvernelor, oricând și oriunde, în orice circumstanțe. ... Decenii, dacă nu secole, sunt firește necesare pentru dobândirea disciplinelor și obiceiurilor esențiale [democrației]. În Marea Britanie, drumul [către guvernarea democratică] a durat șapte secole ... Viteza cu care armatele se prăbușesc, birocrațiile abdică și structurile sociale se dizolvă în momentul în care autocratul este înlăturat surprinde adesea factorii de decizie americani”.

## Cabinetul Reagan
Articolul a intrat în atenția lui Ronald Reagan prin intermediul consilierului său pentru securitate națională Richard V. Allen. La scurtă vreme, Kirkpatrick a devenit consilier pe probleme de politica externă în timpul campaniei electorale pentru alegerile prezidențiale din 1980 și pe parcursul președinției lui Reagan, iar după alegeri a fost numită ambasador la Națiunile Unite unde a activat timp de patru ani. The Economist a menționat că aceasta „se afla pentru prima dată în compania unui republican”.
Înainte de prima întâlnire cu Reagan, aceasta i-a spus lui Allen că în calitate de democrat asociat AFl-CIO⁠(d), întâlnirea cu acesta din orice motiv o să fie prost înțeleasă. Kirkpatrick l-a întrebat pe Regan dacă nu-l deranjează faptul că are un democrat în echipa sa, iar acesta i-a răspuns că el însuși a fost democrat până la vârsta de 51 de ani și este de acord cu opinia sa despre politica externă americană.
Kirkpatrick a susținut sprijinirea regimului militar din El Salvador în primii ani ai administrației Reagan. Când patru călugărițe americane au fost ucise de soldații salvadorieni în 1980, aceasta a susținut că este „absolut” sigură că armata salvadoriană nu este vinovată, iar acestea nu erau simple călugărițe, ci activiste. După publicarea unor documente desecretizate în anii 1990, Robert Torricelli, membru al Congresului Statelor Unite, a declarat că în timp ce administrația Reagan ne garanta ca există progrese în ceea ce privește respectarea drepturilor omului în El Salvador, aceștia erau conștienți că armata desfășura la scară largă o campanie de represiune împotriva populației⁠(d).

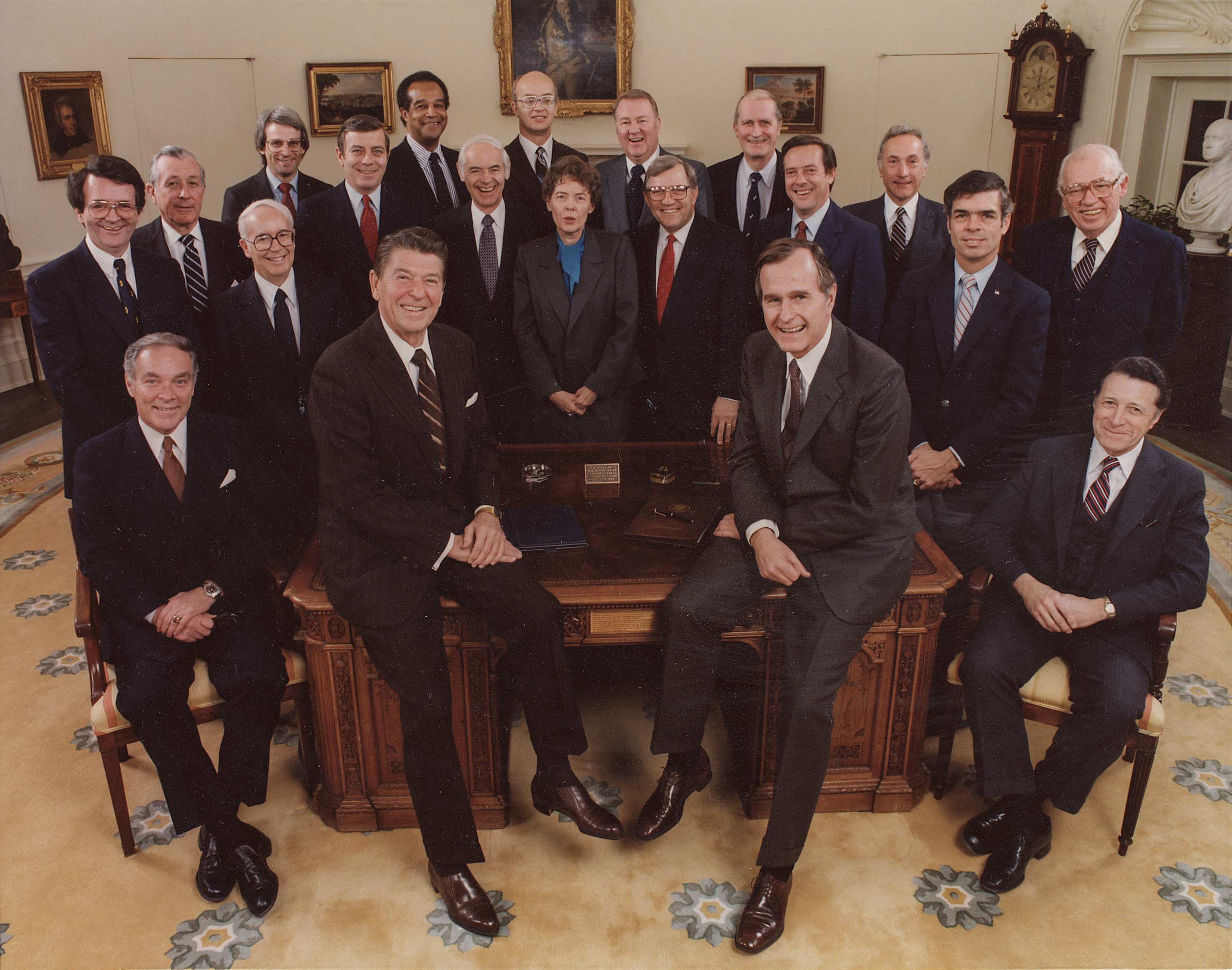
Jeane Kirkpatrick (centru) alături de ceilalți membri ai administrației Reagan (1981)

Aceasta a fost unul dintre cei mai puternici susținători ai dictaturii militare din Argentinei după invadarea în martie 1982 a insulelor Falkland, acțiune care a declanșat războiul Malvinelor. Kirkpatrick îl „simpatiza” pe generalul argentinian Leopoldo Galtieri⁠(d) și, spre deosebire de secretarul de stat Alexander Haig care a adoptat o poziție pro-britanică, aceasta a susținut neutralitatea Statelor Unite. Kirkpatrick - potrivit ambasadorului britanic la ONU Anthony Parsons⁠(d) - era implicată în politica Americii Latine atât de mult încât a cerut administrației Reagan să acționeze conform Tratatului de la Rio⁠(d) din 1947 care precizează că atacarea unui stat din emisferă echivalează cu un atac împotriva tuturor statelor.
Ambasadorul britanic Nicholas Henderson⁠(d) ar fi caracterizat-o într-o telegramă diplomatică⁠(d) ca fiind „mai degrabă proastă decât fascistă”, respectiv „indiscretă, arogantă, inutilă și [reprezintă] un omagiu dubios adus carierei academice căreia îi este fidelă”. Administrația Reagan a decis într-un final să sprijine armata britanică și a obligat-o să voteze hotărârea 502 din cadrul Consiliului de Securitate al Națiunilor Unite⁠(d).
În cadrul Convenției Naționale Republicane din 1984⁠(d), aceasta a susținut discursul principal „Blame America First” în care Reagan primea nominalizarea pentru al doilea mandat, lăuda politica externă a administrației sale și critica conducerea așa-numiților „democrați de San Francisco” (Partidul Democrat tocmai își susținuse propria convenție în San Francisco) pe motiv că au adoptat o poziție pacifistă⁠(d) încă de la începutul războiului din Vietnam în detrimentul politicilor promovare de Harry S. Truman și John F. Kennedy. A fost pentru prima dată de la discursul lui Douglas MacArthur din 1952 când un membru independent susținea discursul principal al convenției.
Kirkpatrick, membru al Consiliului de Securitate Națională, a intrat în conflict atât cu secretarul de stat Haig, cât și cu succesorul său George Shultz. Cei doi nu au căzut de acord în cazul afacerii Iran-Contra⁠(d): aceasta susținea deturnarea sumelor obținute din vânzarea de arme pentru a finanța grupurile rebele⁠(d) din Nicaragua în timp ce Schultz îi aducea la cunoștință că această decizie justifică punerea lor sub acuzare deoarece acele grupuri comit masacre. Schultz a amenințat cu demisia dacă Kirkpatrick va fi numită consilier pentru securitatea națională. Poziția acesteia a fost mai apropiată de cea a secretarului apărării Caspar Weinberger și a directorului CIA William J. Casey⁠(d).
Noam Chomsky a descris-o drept „sadicul de serviciu al administrației Reagan” și a criticat poziția ipocrită asumată de aceasta (i.e. sprijinirea unor regimuri militare brutale care nu respectă drepturile omului sau democrația în timp ce susții că protejezi regiunea de comunism).  Autorul Lars Schoultz a susținut că politica sa era fundamentată pe convingerea că „latino-americanii sunt anormal de violenți”.

## Viața personală
Potrivit unui purtător de cuvânt al American Enterprise Institute⁠(d), Kirkpatrick era de convingere prezbiteriană.  Pe 20 februarie 1955, s-a căsătorit cu Evron Maurice Kirkpatrick, cercetător și fost membru al OSS⁠(d) (predecesorul CIA din perioada celui de-al Doilea Război Mondial). Soțul ei a murit în 1995. Cei doi au avut trei fii: Douglas Jordan (1956–2006), John Evron și Stuart Alan.
Kirkpatrick a murit în casa sa din Bethesda, Maryland⁠(d) pe 7 decembrie 2006 ca urmare a unei insuficiențe cardiace. A fost înmormântată în Parcul memorial Parklawn⁠(d) din Rockville, Maryland.